# Podtatranská brázda

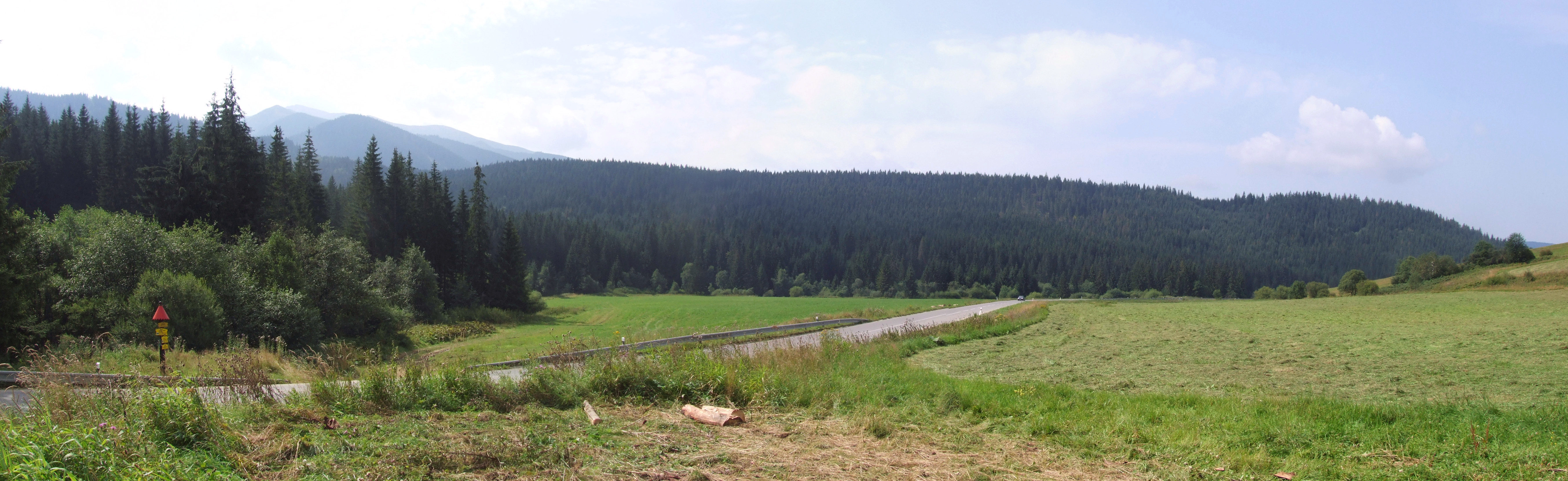
Blatná dolina v Zuberecké brázdě

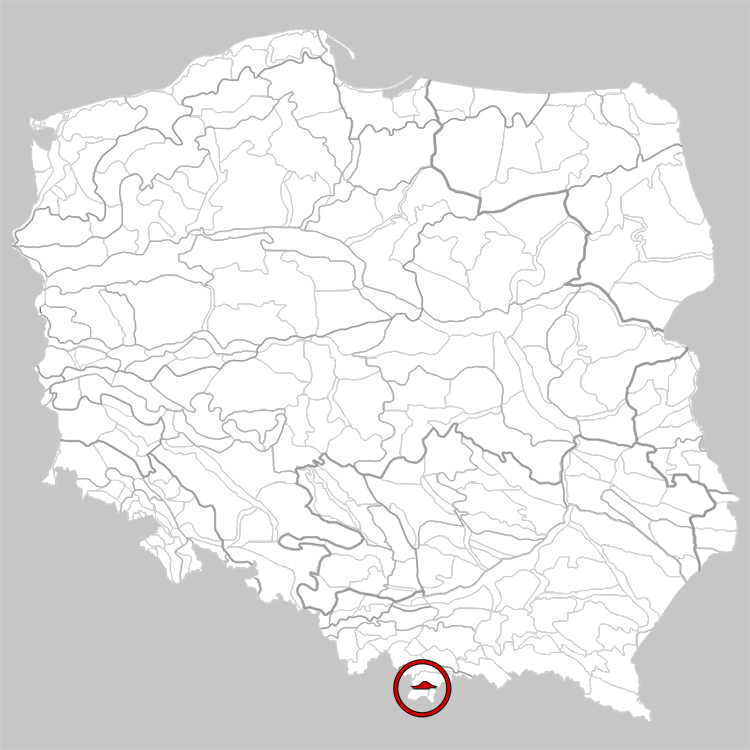
Poloha na mapě Polska

Podtatranská brázda (polsky Rów Podtatrzański) je geomorfologický celek na severu Slovenska a jihu Polska. Je součástí provincie Západní Karpaty, subprovincie Vnitřní Západní Karpaty a Podhôľno-Magurské oblasti.
Má protáhlý tvar ve směru západ - východ a maximální šířku přibližně 6 km. Je rozdělena územím Polska na dva podcelky: Zuberecká brázda v západní části a Ždiarská brázda ve východní části. Podtatranská brázda pokračuje i v Polsku severním předhůřím Tater.
Hraničí s následujícími geomorfologickými celky: na severu jsou to Skorušinské vrchy a Spišská Magura, na západě Oravská vrchovina, na jihu Chočské vrchy a Tatry, na východě také Spišská Magura.
Nejvyšším bodem celku je vrch Strednica (1 128,6 m n. m.), nacházející se v Ždiarské brázdě.